# 伯恩斯鎮區 (伊利諾伊州亨利縣)
伯恩斯鎮區（英語：Burns Township）是位於美國伊利諾伊州亨利縣的一個行政鎮區。

## 地方資料
根據2010年美國人口普查的數據，伯恩斯鎮區的面積為94.40平方千米，當中陸地面積為94.40平方千米，而水域面積為0.00平方千米。當地共有人口259人，而人口密度為每平方千米2.74人。